# Cleruchus janetscheki
Cleruchus janetscheki är en stekelart som beskrevs av Novicky 1965. Cleruchus janetscheki ingår i släktet Cleruchus och familjen dvärgsteklar.
Artens utbredningsområde är:
- Österrike.
- Tyskland.

Inga underarter finns listade i Catalogue of Life.